# Hrvatski vaterpolski kup 2001.
Kup Hrvatske u vaterpolu s 2001. je osvojila Mladost Croatia osiguranje iz Zagreba.

## Rezultati

### Četvrtzavršnica
| klub1                    | rez.       | klub2                               |
| ------------------------ | ---------- | ----------------------------------- |
| Mornar Brodospas (Split) | 2:2, 3:7   | Jadran (Split)                      |
| Solaris (Šibenik)        | 6:14, 4:23 | Mladost Croatia osiguranje (Zagreb) |
| Kvarner (Opatija)        | 4:10, 9:17 | Primorje (Rijeka)                   |
| Jug (Dubrovnik)          | 14:6, 19:8 | Gusar (Mlini)                       |

### Poluzavršnica
| klub1           | rez.      | klub2                               |
| --------------- | --------- | ----------------------------------- |
| Jug (Dubrovnik) | 11:6, 7:7 | Primorje (Rijeka)                   |
| Jadran (Split)  | 7:8, 8:8  | Mladost Croatia osiguranje (Zagreb) |

### Završnica
| klub1           | rez.       | klub2                               |
| --------------- | ---------- | ----------------------------------- |
| Jug (Dubrovnik) | 11:8, 8:12 | Mladost Croatia osiguranje (Zagreb) |

## Poveznice
- Prvenstvo Hrvatske u vaterpolu 2001./02.